# Олейник, Михаил Устинович
Михаил Устинович Олейник (22 ноября [5 декабря] 1910, Одесса, Херсонская губерния — 11 мая 1942, неизвестно) — советский поэт и журналист.

## Биография
Родился 22 ноября (5 декабря) 1910 года в Одессе. Образование неоконченное среднее.
С конца 1920-х годов в Кривом Роге — работал на шахтах, был на комсомольской работе. Трудился литературным работником редакций газет «Красный горняк» (Кривой Рог) и «Литературная газета» (Киев). Член литературного объединения ВАПЛИТЕ, Кривлито. Инициатор основания и главный редактор криворожского журнала «Кривбасс».
Опубликовал сборники стихов «С рудных недр» (1932), «И так растём» (1934), в которых отразил социалистическое строительство, воспел труд криворожских шахтёров.
В 1935 году репрессирован.
Умер 11 мая 1942 года.